# Pidonia pilushana
Pidonia pilushana là một loài bọ cánh cứng trong họ Cerambycidae.